# Лонгорія (Техас)
Лонгорія (англ. Longoria) — переписна місцевість (CDP) в США, в окрузі Старр штату Техас. Населення — 81 особа (2020).

## Географія
Лонгорія розташована за координатами 26°18′9″ пн. ш. 98°38′33″ зх. д. / 26.30250° пн. ш. 98.64250° зх. д. (26.302380, -98.642489).  За даними Бюро перепису населення США в 2010 році переписна місцевість мала площу 0,04 км², уся площа — суходіл.

## Демографія
Згідно з переписом 2010 року, у переписній місцевості мешкали 92 особи в 20 домогосподарствах у складі 18 родин. Густота населення становила 2120 осіб/км².  Було 20 помешкань (461/км²).
Расовий склад населення:
| - 88,0 % — білих - 10,9 % — осіб інших рас |

До двох чи більше рас належало 1,1 %. Частка іспаномовних становила 100,0 % від усіх жителів.
За віковим діапазоном населення розподілялося таким чином: 32,6 % — особи молодші 18 років, 62,0 % — особи у віці 18—64 років, 5,4 % — особи у віці 65 років та старші. Медіана віку мешканця становила 28,0 року. На 100 осіб жіночої статі у переписній місцевості припадало 95,7 чоловіків;  на 100 жінок у віці від 18 років та старших — 82,4 чоловіків також старших 18 років.
Цивільне працевлаштоване населення становило 0 осіб. 